# 신능균
신능균(申能均, 1939년~)은 넬슨 신(Nelson Shin)이라는 이름으로 활동하는 대한민국의 애니메이션 감독 및 제작자이다. 《트랜스포머 더 무비》(1986), 《왕후 심청》(2005) 등을 제작했으며, 2010 서울국제만화애니메이션 페스티벌 애니메이션 부분 공로상을 수상했다.

## 주요 경력
- 1960 서라벌예술대학서양화과 졸업
- 1960~1964 주간, 월간잡지 자유기고만화가. 《서울신문》시사만화가.
- 1971 미국 캘리포니아 이주
- 1972~1973 미국 애니메이션 하우스(Animation House)에서 교육용 필름-애니메이터 및 감독 역임
- 1973~1977 미국 드패티-프렐링사의 애니메이터 및 감독 역임
- 1976 루카스 필름(Lucas Film)의 스타워즈(Star Wars) 광선검 특수효과 애니메이션, @DFE.
- 1983~1986 장편만화 트랜스포머(The Transformers) 총감독 및 공동제작
- 1980~1987 마블(Marvel Productions) 사의 수석 애니메이션 프로듀서 역임
- 1987~현재 (주)에이콤 포로덕션 설립 회장 & CEO
- 1995~현재 애니메이션 정보저널 《애니메이툰 (ANIMATOON)》 편집인

## 주요 활동
| 년            | 제목                               | 감독 | 프로듀서 | 각본 |
| ------------- | ---------------------------------- | ---- | -------- | ---- |
| 1981년        | 개구쟁이 데니스 - 메이데이 포 마더 |      | O        |      |
| 1984년~1987년 | 트랜스포머 G1 (TV 시리즈)          |      | O        |      |
| 1986년        | 트랜스포머 더 무비                 | O    |          |      |
| 2005년        | 왕후 심청                          | O    |          | O    |

## 주요 저서
- 『애니메이션과 나』(1999) 300쪽: 자전에세이.
- 『넬슨 신의 애니메이션 용어 사전』(2002) 520쪽.
- 『넬슨 신의 애니메이션 영상백과사전』(2006) 1100쪽.
- 『디 애니메이터: 넬슨 신의 애니메이션 예술과 삶』(2015) 592쪽.